# Hippolyte Bayard

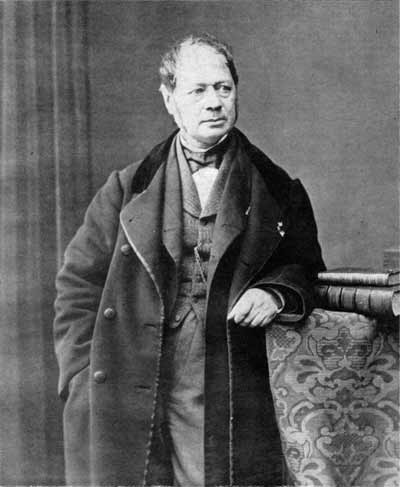
Hippolyte Bayard, självporträtt 1863.

Hippolyte Bayard, född 20 januari 1801, död 14 maj 1887, var en fransk fotograf.
Bayard experimenterade redan före 1836 med olika fotografiska processer och uppfann en metod att framställa papperspositiv från pappersnegativ. Hans metod kom dock att få ganska liten uppmärksamhet.